# Adidas Runtastic
Adidas Runtastic, anciennement Runtastic, est une entreprise de santé et de fitness numérique qui combine l’exercice physique traditionnel avec des applications mobiles, des réseaux sociaux et des éléments de gamification comme une réaction logique au mouvement Quantified Self. Runtastic développe des applications de suivi de l’activité physique et services tels que : analyse des données d’entraînement, comparaisons avec d’autres sportifs et beaucoup d’autres fonctions pour aider les utilisateurs à améliorer leur niveau de condition physique général.
Le 5 août 2015, Adidas achète Runtastic pour 220 millions d'euros (240 millions de dollars),.
Le 25 septembre 2019, Runtastic change de nom et devient adidas Runtastic.

## Histoire
L'idée initiale est née pendant un projet à l'université des Sciences Appliquées de Haute-Autriche consacré au suivi des courses de voilier. Mais comme le groupe ciblé était trop petit, les fondateurs ont décidé de se concentrer sur des sports plus populaires tels que la course à pied, le vélo ou la marche. C'est ainsi que Florian Gschwandtner, Christian Kaar, René Giretzlehner et Alfred Luger ont fondé la société Runtastic en octobre 2009 à Pasching, en Haute-Autriche .
En août 2015, il a été annoncé qu'Adidas avait acquis Runtastic pour 220 millions d'euros (240 millions de dollars), ce qui incluait la participation de 50,1% d'Axel Springer dans la société en 2013, faisant de Runtastic la propriété exclusive d'Adidas.
Début 2019, Runtastic s'est détourné de sa stratégie multi-applications et s'est concentré sur le développement de ses deux applications les plus importantes. Celles-ci furent renommées en septembre de la même année, l'application Runtastic devenant « adidas Running » et l'application Results devenant « adidas Training ».

## Produits
La société propose des solutions de suivi pour collecter, gérer et analyser les données de course à pied et d’entraînement, ainsi que du contenu éducatif dans les domaines de la santé et du sport.

### Applications
adidas Runtastic propose deux applications pour enregistrer des activités sportives à l’extérieur et en salle ou à la maison. Ces applications sont disponibles en 10 langues afin de couvrir la plus grande partie du marché. Les applications adidas Running et adidas Training sont gratuites à télécharger mais les utilisateurs peuvent également souscrire une adhésion Premium qui leur donne accès à toutes les fonctions, y compris des plans d’entraînement, des statistiques avancées, des objectifs d’entraînement et plus encore.

## Accueil
L’utilisation généralisée des appareils mobiles multifonctionnels a généralement créé une réponse positive aux produits qui utilisent à bon escient toutes les fonctionnalités supplémentaires (par ex. suivi GPS, enregistrement et lecture audio et vidéo, synchronisation avec le web, partage sur les réseaux sociaux). Cela a été vu dans les évaluations des produits de la société apparus par exemple dans The Verge, TechCrunch, VentureBeat, ou The Next Web.